# Castello di Cosseria
Il castello di Cosseria è stato un edificio difensivo situato a 697 m s.l.m. su un rilevo che domina il valico del Montecala a Cosseria, nell'alta val Bormida, in provincia di Savona.

## Storia

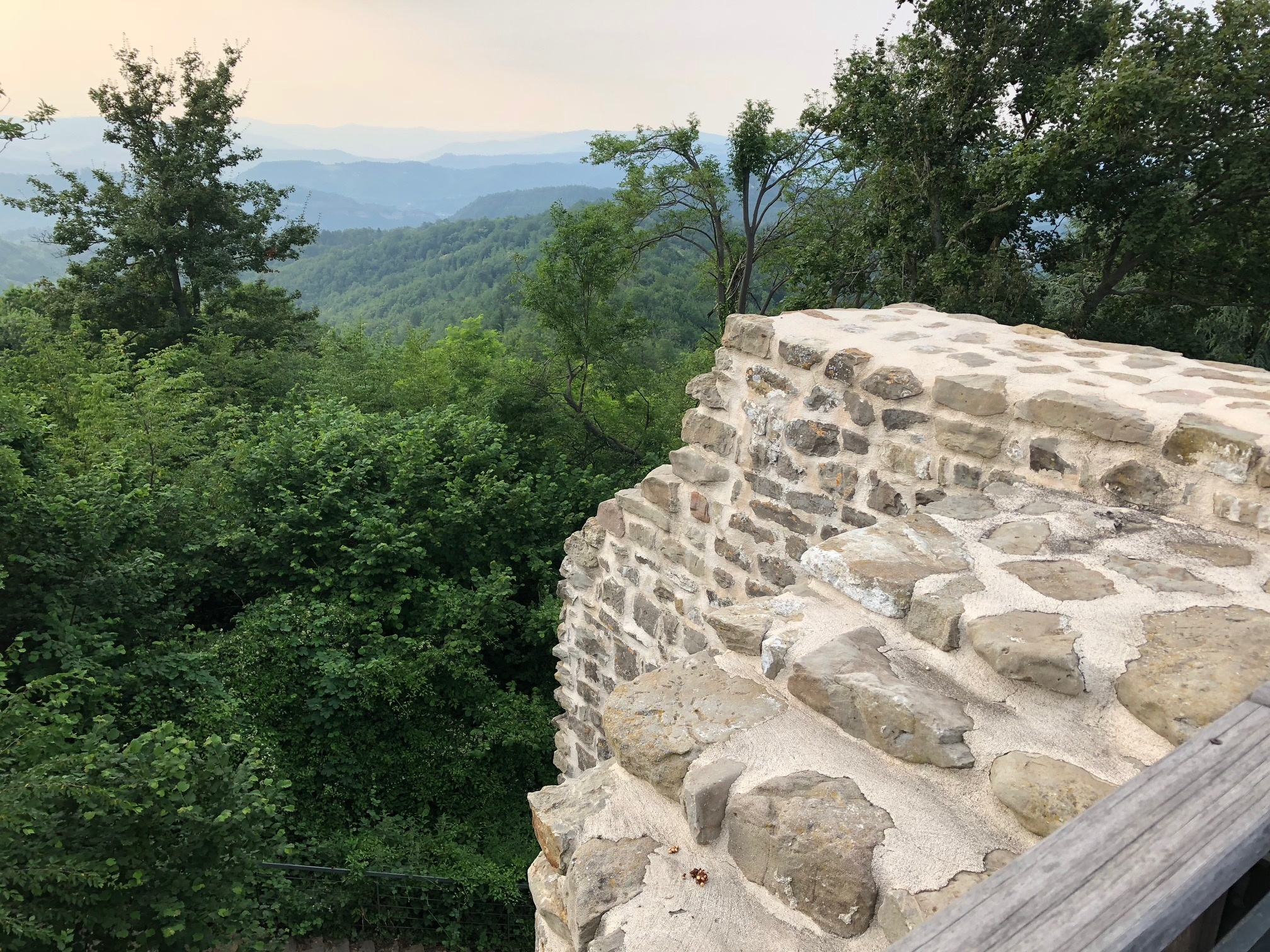
Vista verso la Val Bormida

La località di Cosseria, già nominata nella donazione ad Aleramo (967), entrò nel dominio dei Del Vasto e fu ereditata da Ugo, primo marchese di Clavesana e quindi passò ai Del Carretto. Una prima fortificazione del castello potrebbe risalire al X secolo, ma il castello dovrebbe essere stato realizzato fra il XII e il XIV secolo. Importante presidio del valico del Montecala e delle vie di comunicazione per il Basso Piemonte, nonché rifugio per la popolazione nei periodi bellici, il maniero è citato nelle cronache del 1262 quando Carlo d'Angiò qui si asserragliò nell'assedio compiuto dalle truppe genovesi.
Così come il vicino castello di Millesimo, anche il castello di Cosseria fu posto a disarmo e parzialmente demolito nel 1553 dal Commissario imperiale di Ceva Gerolamo Sacco per impedire che cadesse nelle mani dei nemici.
All'interno di questi ruderi si barricarono nel 1796 le truppe austro-sabaude-croate del colonnello Filippo del Carretto — uno degli ultimi feudatari del territorio — per sfuggire ai numerosi soldati dell'armata napoleonica comandati dal generale Pierre François Charles Augereau (vi partecipò anche il generale Claude-Victor Perrin). I granatieri di Del Carretto, pure senza supporto dell'artiglieria, resistettero due giorni (13 e 14 aprile) cedendo quindi il passo alle truppe di Napoleone in marcia verso la Lombardia. Il marchese, colpito da un colpo di fucile, trovò la morte nel corso dei combattimenti. L'episodio venne richiamato da Giosuè Carducci nella Bicocca di San Giacomo.
Le rovine del castello sono state restaurate e messe in sicurezza tra il 2009 e il 2013 grazie ad un finanziamento europeo del P.O.R. ed a risorse del Comune di Cosseria. L'edificio è stato riaperto al pubblico nel giugno del 2013 alla presenza del presidente della Liguria Claudio Burlando.

## Descrizione

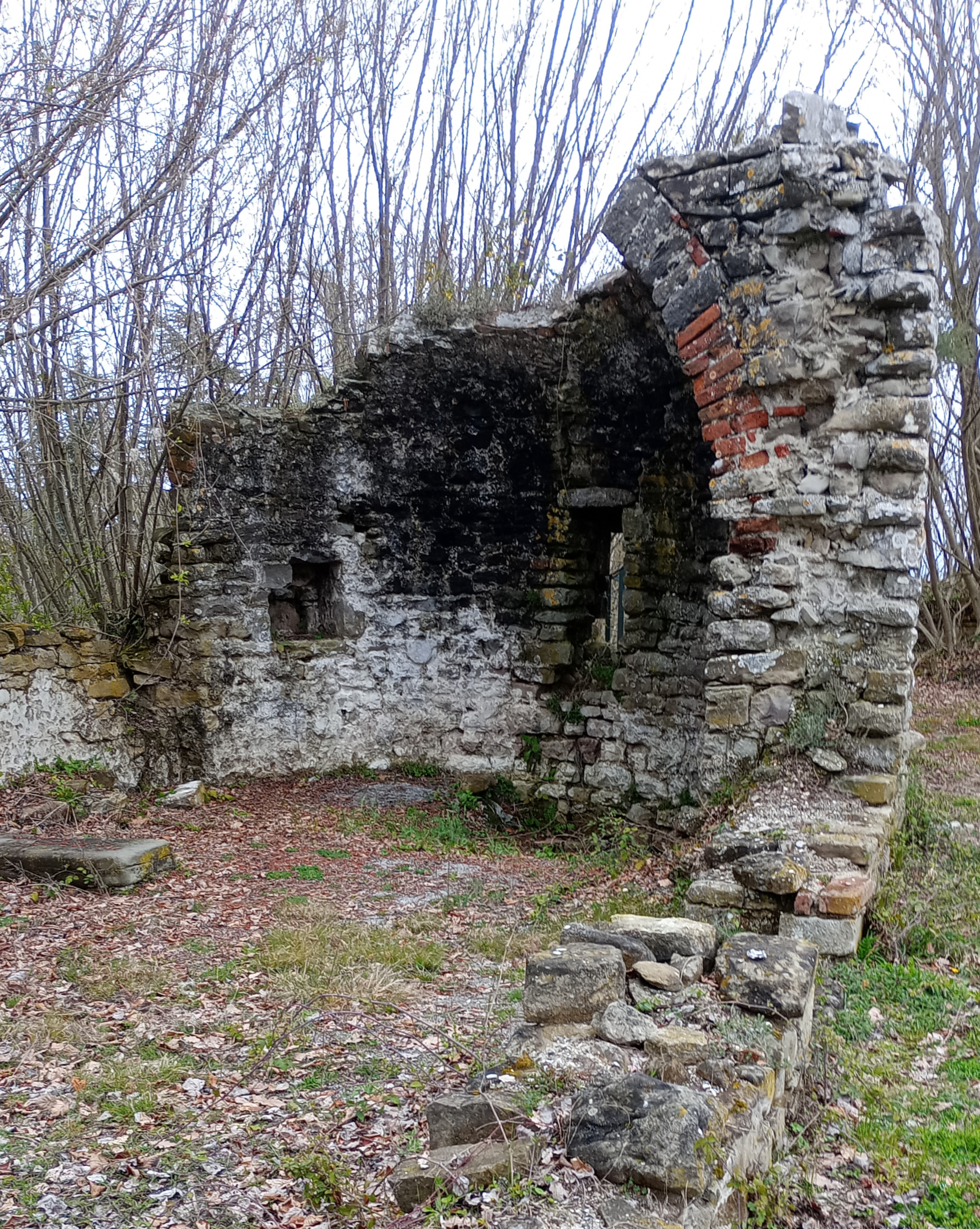
I ruderi della cappella castrense

La struttura del castello si presentava a pianta poligonale, un corpo centrale e due cinte di mura; la prima è ancora ben visibile e di cui rimane una parte dell'ingresso, la seconda proteggeva la valle e la punta del colle.
Sono ancora visibili le volte dei sotterranei - quasi certamente utilizzati come depositi e prigioni - il basamento di una torre d'avvistamento (abbattuta) e parte di una cappella.